# Classe Wiesbaden
La classe Wiesbaden, anche nota come classe Frankfurt dal nome della seconda unità, ha rappresentato una evoluzione estrema del concetto di incrociatore leggero nella Kaiserliche Marine nella prima guerra mondiale.
I 4 scafi Classe Magdeburg seguirono nel 1913, poi i 2 Classe Karlsruhe e i 2 Classe Graudenz, migliorati e ingranditi progressivamente per accogliere gli sviluppi tecnici, ma sostanzialmente simili. 
Le due unità classe Wiesbaden, SMS Wiesbaden e SMS Frankfurt, erano navi ancora migliorate, soprattutto perché armati fin dall'inizio con i cannoni da 150 mm, installati solo in seguito sulle navi delle classi precedenti.